# Укісний провулок
Укі́сний провулок — зниклий провулок, що існував у Шевченківському районі міста Києва, місцевість Татарка. Пролягав від вулиці Чмелів Яр до тупика. 

## Історія
Провулок виник у 30-ті роки XX століття, з 1939 року набув назву Откосний, пізніше назву було уточнено на Укісний. Ліквідований наприкінці на початку 1980-х років у зв'язку зі знесенням малоповерхової забудови та частковим переплануванням місцевості.